# Тошкурово
Тошку́рово (рос. Тошкурово, башк. Тушҡыр) — присілок у складі Балтачевського району Башкортостану, Росія. Адміністративний центр Тошкуровської сільської ради.
Населення — 436 осіб (2010; 522 у 2002).
Національний склад:
- башкири — 94 %